# Isotropie
Een materiaal wordt isotroop genoemd als de materiaaleigenschappen niet van de richting afhangen. Als de eigenschappen wel van de richting afhangen, heet dat anisotroop.
In de natuurkunde en de filosofie wordt ook gesproken over de isotropie van ruimte en tijd, waarmee dan bedoeld wordt dat er in de ruimte of de tijd geen intrinsiek verschil bestaat tussen verschillende richtingen. Voor de ruimte is dit vrij algemeen aanvaard: een waarnemer zou niet aan het gedrag van zijn of haar raket kunnen merken welke kant hij of zij op vloog. Voor de tijd is het idee veel controversiëler, omdat veel mensen denken dat er een intrinsiek verschil is tussen verleden en toekomst.

## Voorbeelden van isotrope materialen
- vloeistoffen en gassen zijn isotroop,
- amorfe vaste stoffen en polykristallijne vaste stoffen zijn soms met goede benadering (op microscopische schaal) isotroop.

## Voorbeelden van anisotrope materialen
De meeste vaste stoffen zijn anisotroop:
- bij plantaardige materialen zoals hout is t.g.v. de nerfstructuur de sterkte afhankelijk van de richting,
- bij gewalste metalen is de anisotropie het gevolg van de walsrichting,
- bij kristallen is de anisotropie het gevolg van de kristalassen.

## Rekenen met (an)isotropie
Voor isotrope materialen kan de betreffende eigenschap met een scalar weergegeven worden.
Voor anisotrope materialen wordt de eigenschap door een tensor gegeven. De materiaaleigenschap wordt hiermee ten opzichte van een gegeven assenstelsel met een matrix gegeven.
Soms wordt de anisotropie veronachtzaamd bij wijze van benadering.